# Alphonse de Riquet de Caraman Chimay
 (août 2024).
Victor Joseph Alphonse Frédéric de Riquet de Caraman Chimay, né à Paris le 21 février 1844 et mort à Paris le 12 février 1928, est un homme politique belge.

## Biographie
Ayant épousé sa fille Mathéa, il était le gendre Jules Lejeune, qui fut sénateur et ministre de la Justice[réf. souhaitée].

## Fonctions et mandats
- Secrétaire d'ambassade au Royaume-Uni de Grande-Bretagne et d'Irlande : 1878-1882
- Membre de la Chambre des représentants de Belgique : 1890-1900
- Conseiller communal de Chimay : 1905-

## Sources
- Jean-Luc DE PAEPE & Christiane RAINDORF-GERARD, Le Parlement Belge, 1831-1894. Données biographiques, Brussel, 1996.
- Oscar COOMANS DE BRACHÈNE, État présent de la noblesse belge, Annuaire 1997, Brussel, 1997.

- Ressource relative à plusieurs domaines :   - ODIS
- Notices d'autorité :   - VIAF
  - BnF (données)